# Komunikacja miejska w Policach

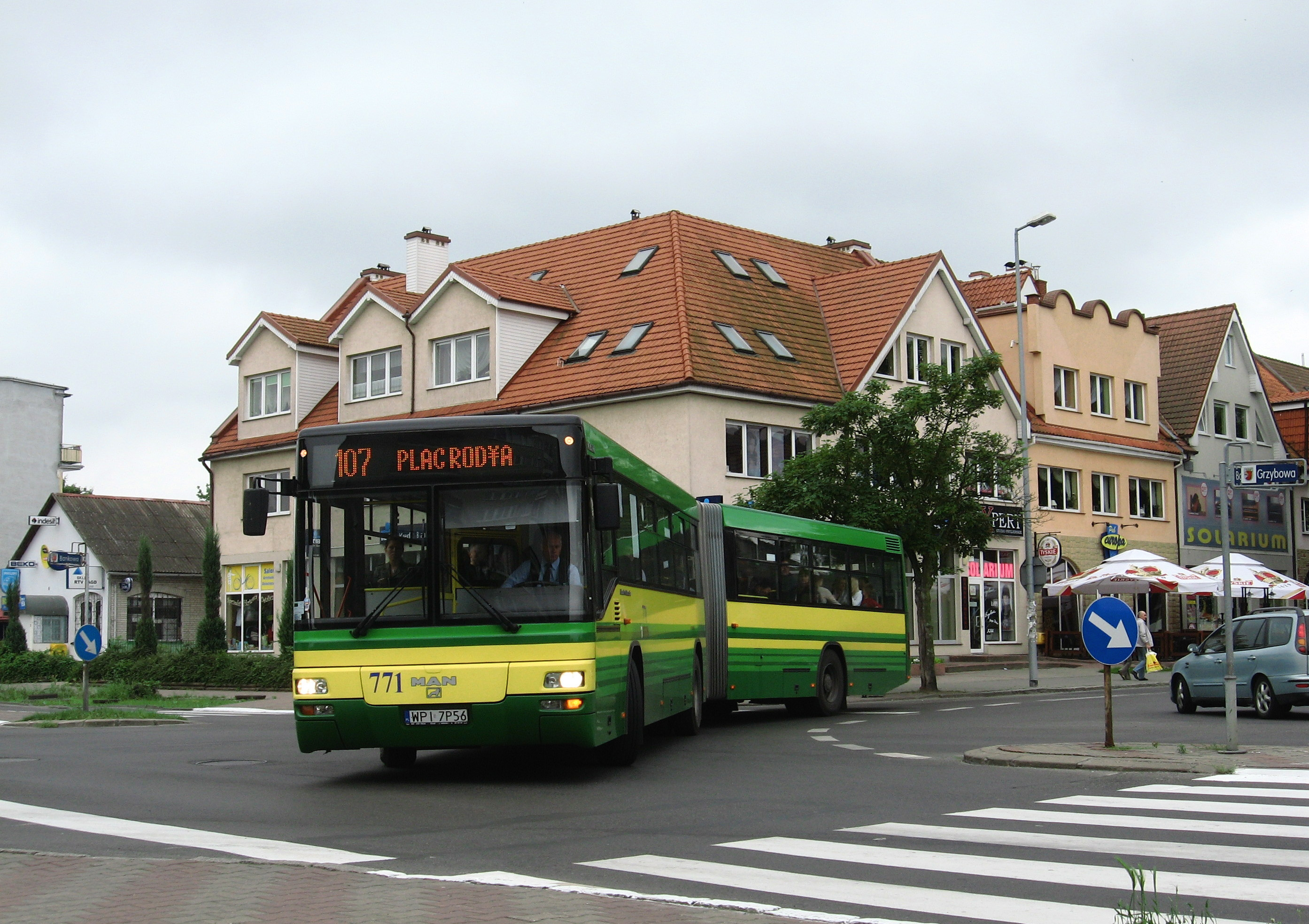
Autobus linii 107 w Policach

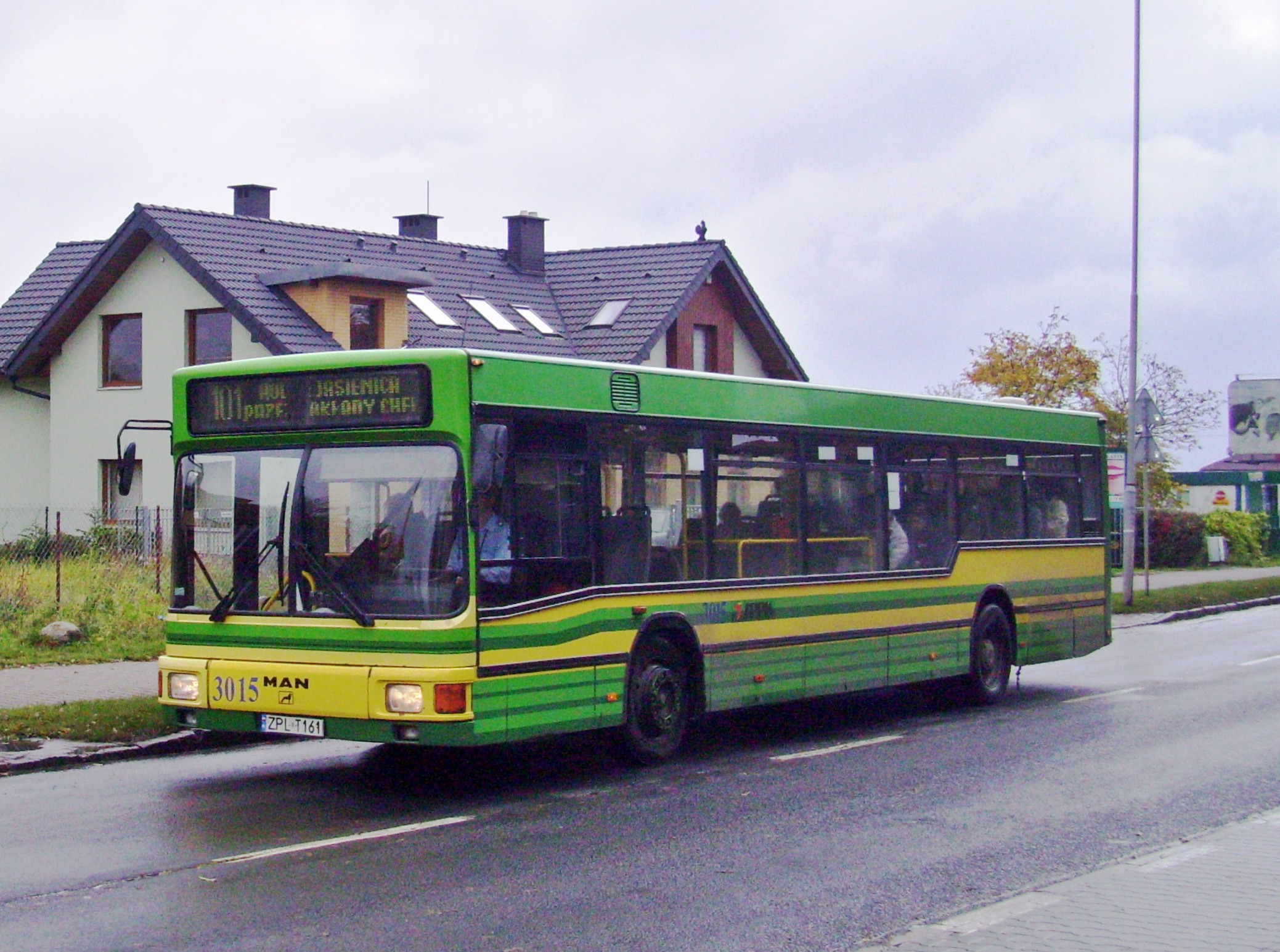
Autobus linii 101 w Szczecinie

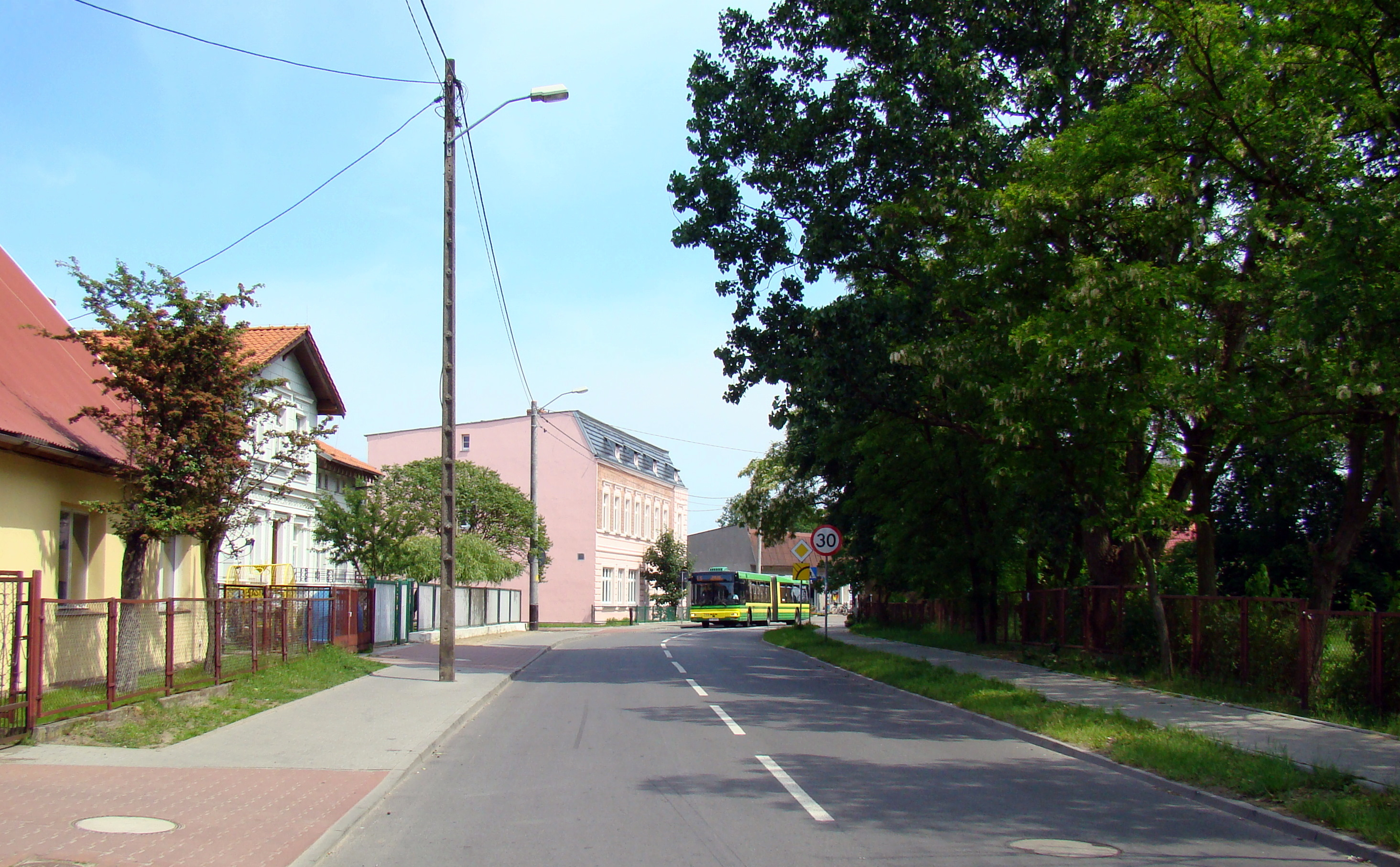
W głębi autobus Linii Samorządowej, Trzebież, ul. Wkrzańska

Komunikacja miejska w Policach – jest obsługiwana przez Szczecińsko-Polickie Przedsiębiorstwo Komunikacyjne (SPPK) w siedzibą w Policach przy ulicy Fabrycznej 21.

## Historia
Pierwszą linią uruchomioną w Policach była linia "P", która została uruchomiona 26 lipca 1929 roku z Gocławia do Polic. Obsługiwała ją firma o nazwie Szczecińskie Towarzystwo Kolei Ulicznych (Stettiner Straßen-Eisenbahn-Gesellschaft). Z Gocławia pierwszy autobus odjeżdżał o godz. 7.30 i kursował z częstotliwością co 1,5 godziny. Końcowym przystankiem w Policach był Rynek. Długość trasy wynosiła 10,9 km, którą autobus pokonywał w ciągu 35 min, a bilet kosztował 80 fenigów. Pierwszy i ostatni kurs wykonywany był do zajezdni Golęcin. Linię zawieszono z czasem rozpoczęcia wojny. Linia została przywrócona w połowie 1947 roku przez Tramwaje i Autobusy miasta Szczecina linia oznakowana była jako "B". Pod koniec roku linię nazwano "52". W 1971 roku uruchomione zostały dwie linie mające rozwiązać problem dojazdu pracowników Zakładów Chemicznych do Szczecina: "71" z Placu Hołdu Pruskiego do Jasienicy i "65" z pętli przed Zakładami Chemicznymi do Tanowa. Ta druga linia została w sierpniu 1973 roku połączona z kończącą dotychczas w Tanowie linią "53". Niewiele później zreorganizowano numerację linii podmiejskich, po której linie w Policach otrzymały numery "101" (dawna "71"), "102" (dawna "52") i "103" (dawna "53"). Pod koniec lat 70. uruchomione zostały nowe połączenia wewnątrz Polic:
- "102bis" z Rynku do Szkoły (przekształcona w latach 80. w linię "109")
- "106" z Rynku do Zakładów Chemicznych II. Linia ta została zlikwidowana na początku lat 90. i powróciła później na trasie z Głębokiego do Rynku.

W 1980 roku uruchomiono linię pośpieszną "P", która kursowała z Placu Sprzymierzonych w Szczecinie do Osiedla Chemik w Policach. Została zlikwidowana po kilku latach.
W 1985 roku oddano do użytku zajezdnię przy ulicy Fabrycznej 21 w Policach.
W 1994 r. została uruchomiona pospieszna linia "F" kursująca do dnia 31 grudnia 2019 roku.
W 1997 roku zajezdnia została wyodrębniona z MZK Szczecin. Powołano wtedy nową spółkę o nazwie Szczecińsko-Polickie Przedsiębiorstwo Komunikacyjne.
Również w 1997 r. została uruchomiona Linia Samorządowa (LS) kursująca na trasie Police - Trzebież po drodze wojewódzkiej nr 114 – później dodano jeszcze kurs przez Tatynię i Tanowo. Kursuje ona na zlecenie gminy Police, niezależnie od sieci ZDiTM. W 2001 r. uruchomiono obecnie nieistniejącą Linię Powiatową (LP) łączącą Nowe Warpno z Trzebieżą, Jasienicą, Osiedlem Chemik, Tanowem, Dobrą Szczecińską i Kołbaskowem. Później uruchomiona została Linia Działkowa (LD) z Osiedla Chemik do ogrodów działkowych położonych przy ul. Zielonej w Jasienicy (de facto już za granicą miasta). W 2006 r. SPPK uruchomiło dotychczas ostatnią – Linię Plażową kursującą w sezonie wakacyjnym z Placu Rodła w Szczecinie do odtworzonej plaży nad Zalewem Szczecińskim w Trzebieży. Z dniem 1 stycznia 2020 z powodu oszczędnościowych zawieszono linię F do odwołania.